# Ronde van Vlaanderen 1951
De 35ste editie van de Ronde van Vlaanderen werd verreden op 1 april 1951 over een afstand van 274 km van Gent naar Wetteren. De gemiddelde uursnelheid van de winnaar was 35,500 km/h. Van de 196 vertrekkers bereikten er 30 de aankomst.

## Koersverloop
Tweevoudige winnaar, de Italiaan Fiorenzo Magni, zat de ganse dag in de kop van het peloton. Uiteindelijk reed hij iedereen in de vernieling.

## Hellingen
- Kwaremont
- Kruisberg
- Edelareberg
- Muur

## Uitslag
| Rang | Renner              | Land      | Ploeg              | Tijd      |
| ---- | ------------------- | --------- | ------------------ | --------- |
| 1    | Fiorenzo Magni      | Italië    | Ganna              | 7h43'03"  |
| 2    | Bernard Gauthier    | Frankrijk | Mercier-Hutchinson | op 5'35"  |
| 3    | Attilio Redolfi     | Frankrijk | Mercier-A.Magne    | op 10'32" |
| 4    | Loretto Petrucci    | Italië    | Taurea             | z.t.      |
| 5    | Jean Baldassari     | Frankrijk | Mercier-Le Greves  | op 11'50" |
| 6    | Rik Van Steenbergen | België    | Mercier-Hutchinson | op 12'30" |
| 7    | Raymond Impanis     | België    | Alcyon-Dunlop      | op 14'06" |
| 8    | André Pieters       | België    | Devos Sport        | op 15'30" |
| 9    | André Declerck      | België    | Bertin             | op 15'50" |
| 10   | Valère Ollivier     | België    | Bertin             | op 18'05" |

1913 · 
1914 · 
1915 · 
1916 · 
1917 · 
1918 · 
1919 · 
1920 · 
1921 · 
1922 · 
1923 · 
1924 · 
1925 · 
1926 · 
1927 · 
1928 · 
1929 · 
1930 · 
1931 · 
1932 · 
1933 · 
1934 · 
1935 · 
1936 · 
1937 · 
1938 · 
1939 · 
1940 · 
1941 · 
1942 · 
1943 · 
1944 · 
1945 · 
1946 · 
1947 · 
1948 · 
1949 · 
1950 · 
1951 · 
1952 · 
1953 · 
1954 · 
1955 · 
1956 · 
1957 · 
1958 · 
1959 · 
1960 · 
1961 · 
1962 · 
1963 · 
1964 · 
1965 · 
1966 · 
1967 · 
1968 · 
1969 · 
1970 · 
1971 · 
1972 · 
1973 · 
1974 · 
1975 · 
1976 · 
1977 · 
1978 · 
1979 · 
1980 · 
1981 · 
1982 · 
1983 · 
1984 · 
1985 · 
1986 · 
1987 · 
1988 · 
1989 · 
1990 · 
1991 · 
1992 · 
1993 · 
1994 · 
1995 · 
1996 · 
1997 · 
1998 · 
1999 · 
2000 · 
2001 · 
2002 · 
2003 · 
2004 · 
2005 · 
2006 · 
2007 · 
2008 · 
2009 · 
2010 · 
2011 · 
2012 · 
2013 · 
2014 · 
2015 · 
2016 · 
2017 · 
2018 · 
2019 · 
2020 · 
2021 · 
2022 · 
2023 · 
2024
Lijst van beklimmingen